# ميخائيل الخامس الجلفاط
ميخائيل الخامس (باليونانية: Μιχαήλ Ε΄)‏، (باللاتينية: Mikhaēl V)، (ولد 1015 – توفي 24 أغسطس 1042) كان الإمبراطور البيزنطي لمدة أربعة أشهر في 1041-1042. كان ابن أخت وخليفة ميخائيل الرابع وابن بالتبني لزوجته الإمبراطورة زوي. كان يطلق عليه شعبياً «الجلفاط» (Καλαφάτης ،Kalaphates) وفقا لاحتلال والده الأصلي.

## لمزيد من الإطلاع
- Michael Psellus, Fourteen Byzantine Rulers, trans. E.R.A. Sewter (Penguin, 1966). (ردمك 0-14-044169-7)0-14-044169-7
- Michael Angold, The Byzantine empire 1025–1204 (Longman, 2nd edition, 1997). (ردمك 0-582-29468-1)0-582-29468-1
- Jonathan Harris, Constantinople: Capital of Byzantium (Hambledon/Continuum, 2007). (ردمك 978-1-84725-179-4)978-1-84725-179-4
- The Oxford Dictionary of Byzantium (Oxford University Press, 1991) (ردمك 0-19-504652-8)0-19-504652-8
- Warren Treadgold, A History of the Byzantine State and Society (Stanford University Press, 1997) (ردمك 0-8047-2630-2)0-8047-2630-2

| ميخائيل الخامس الجلفاطالسلالة المقدونيةولد: 1015 توفي: 24 أغسطس 1042[بعمر 27] |                                                                                      |                   |
| ألقاب الحكم                                                                   |                                                                                      |                   |
| سبقه ميخائيل الرابع وزوي                                                      | الإمبراطور البيزنطي (مع زوي) 1041–1042 (18 أبريل 1042-20 إبريل 1042 كإمبراطور مشترك) | تبعه زوي وثيودورا |